# 块茎堇菜
块茎堇菜（学名：Viola tuberifera）是堇菜科堇菜属的植物，是中国的特有植物。分布在喜马拉雅地区西北部以及中国大陆的 西藏、甘肃、四川、云南、青海、陕西等地，生长于海拔2,100米至2,400米的地区，一般生于灌丛、山地草丛、杨桦林林缘以及农田中，目前尚未由人工引种栽培。

## 异名
- Viola bulbosa Maxim. ssp. tuberifera W. Beck
- Viola bulbosa Maxim. var. brevipedicellata S. Y. Chen
- Viola tuberifera (Franch.) W. Becker var. brevipedicellata (S. Y. Chen) S. Y. Chen